# 166944 Seton
166944 Seton este un asteroid din centura principală de asteroizi.

## Descriere
166944 Seton este un asteroid din centura principală de asteroizi. A fost descoperit pe 25 aprilie 2003 la Goodricke-Pigott de P. Kumar. Asteroidul prezintă o orbită caracterizată de o semiaxă mare de 2,22 ua, o excentricitate de 0,18 și o înclinație de 8,6° în raport cu ecliptica.